# 马克坚
马克坚（1936年6月25日—2008年11月13日），是已故的中国足球运动员和足球界元老级人物。

## 生平
马克坚出生于云南，少年时期就凭借出色表现占据了四川队的主力门将位置，并入选了中国国家队，成为中国第二代国门。退役后，他在国家体委、中国足协等任职四十多年。1990年代初，他是中国足球职业化改革主要的参与者与决策者之一。
2008年11月9日，马克坚在家中病发，被送至北京同仁医院抢救，诊断为严重脑溢血。11月13日抢救无效逝世，享年72岁。